# Atlético San José Promesas
El Atlético San José Promesas era un club de fútbol español de la ciudad de Almendralejo en Extremadura. Fue fundado en 1986 y fue absorbido como filial del Extremadura Unión Deportiva en el verano del 2016, pasándose a llamar Extremadura Unión Deportiva "B".

## Historia
El Club de Fútbol Atlético San José Promesas fue fundado en 1986 por Domingo Díaz Navia, que tras haber estado más de una década en la directiva del CF Extremadura ingresó en la asociación de vecinos de la barriada de San José de Almendralejo. De ahí partió la idea, y el club se ha convertido, a día de hoy, en uno de los más respetados de la región extremeña.
Se inició con equipos hasta la categoría alevín y posteriormente tanto el número de equipos como las categorías han ido progresando.
En el 2004 se decidió dar el salto y hacer un equipo senior. Ese equipo compitió en Primera regional de la mano de Diego Gil consiguiendo el ascenso en la localidad de Zorita ganado al equipo de dicho pueblo (San Pablo) por 0 a 3, y con unos 200 espectadores almendralejenses en la grada. Ya en Regional Preferente el mejor puesto conseguido fue la campaña 06/07 con un cuarto puesto.
El equipo juvenil, de la mano de Pana, estuvo a punto de ascender a División de Honor en 2006. Las instalaciones utilizadas por este equipo son las del Polideportivo Tomás de la Hera. El equipo juvenil del Atlético San José Promesas, sin embargo, siguió intentando ascender a la división de honor juvenil, y en la temporada 2007/2008 ha conseguido el ascenso a la división de honor, por lo que en las dos siguientes campañas jugaría con equipos tan representativos como Real Madrid o Getafe en sus categorías juveniles. Actualmente, el equipo juvenil milita en la Liga Nacional Juvenil de España
Al finalizar la campaña 2009/10, el club logra meterse en la liguilla de ascenso a Tercera División de España - Grupo XIV, pero pierde la eliminatoria ante el CD Santa Amalia. Tras el ascenso a Segunda división B española del Extremadura Unión Deportiva en el verano de 2010 queda una plaza vacante en Tercera División Grupo XIV, la cual corresponde, meritoriamente, al Atlético San José. El equipo nazareno se ha mantenido durante 3 temporadas en esta categoría consiguiendo su mejor clasificación el pasado año al finalizar undécimo el campeonato.